# Armando Dionisi
Armando Dionisi (Canterano, 11 ottobre 1949) è un politico italiano.

## Biografia
È stato sindaco del Comune di Canterano (dal 1988 al 1990), consigliere e assessore regionale del Lazio, vice segretario regionale della Democrazia Cristiana del Lazio. Poi ha aderito al CCD di Pier Ferdinando Casini e successivamente all'UDC, di cui è segretario regionale e componente della direzione nazionale dal 2002.
È stato eletto deputato del Parlamento europeo nel 2004 per la lista UDC nella circoscrizione centro, ricevendo 70 000 preferenze. Iscritto al gruppo parlamentare del Partito Popolare Europeo; membro della Commissione per i trasporti e il turismo; della Commissione per l'agricoltura e lo sviluppo rurale; della Delegazione per le relazioni con i paesi del Mashrek; della Delegazione per le relazioni con i paesi del Maghreb e l'Unione del Maghreb arabo (compresa la Libia).
Alle elezioni politiche del 2006 viene eletto deputato nazionale e lascia l'incarico di parlamentare europeo. Viene riconfermato alle successive elezioni del 2008, sempre nella Circoscrizione Lazio 1; termina il proprio mandato parlamentare nel 2013.